# Kyrksång
Kyrksång är en psalmbok och sångbok för barn och vuxna som gavs ut 2001 av Verbum i Stockholm. Psalmboken är efterföljare till  Kyrkovisor för barn och Sånger för små och stora. Den består av 213 sånger 

## Historik
Kyrksångs projektgrupp bestod av Anna-Lena Josefsson, Maria Thyresson Hedin, Lars Åberg, Margareta Gramner, Gillis Simonsson och Lars-Erik Larsson. Psalmboksarbetet var tänkt att vara efterföljare till Kyrkovisor för barn och Sånger för små och stora. Projektgruppen gick igenom barnsångsmaterial sedan 1960–talet i Norden. En del texter omarbetades och en del sånger fick nya melodier.
Kyrksång gavs ut 2001 av Verbum, Stockholm. Psalmboken består av 213 sånger och 60 av sångerna är nya. Sångerna har även hänvisningar till Bibel 2000 och Bibel för barn (BfB). Bokens ämnesregister, ordregister och bibelhänvisningar gjordes av Gillis Simonsson. Ulf Löfgren gjorde bokens illustrationer som är hämtade från Bibel för barn. Kyrksång innehåller förutom psalmer, en bönbok. Boken formgavs av Margret Utbult och notskrift av Thore Kennestad.

## Psalmer
Lista över psalmerna i Kyrksång.

### Vi tror på Gud

#### Fader, Son och helig Ande
- 1 Gud har skapat hela jorden
- 2 Jag tror på dig, Gud
- 3 Kom, lova vår Gud
- 4 Måne och sol
- 5 Vi tror på Skaparen

#### Gud, vår skapare
- 6 Allting är klart, Noa
- 7 Bara den som vandrar nära
- 8 Du Herre, vår Herre
- 9 Gracias
- 10 Gud målar i sin bilderbok
- 11 Gud är inte liten
- 12 Gud är ljus
- 13 Herren är Gud
- 14 Jorden har du skapat Gud
- 15 Käre vår Herre
- 16 Lova Herren, sol och måne
- 17 När Gud sade ordet
- 18 sjung med solen
- 19 håller du ögonen öppna

#### Jesus Kristus
- 20 Asante sana Yesu
- 21 Båten var så liten
- 22 Jesus, barnens bäste vän
- 23 Jesus, du var liten
- 24 Jesus från Nasaret
- 25 Jesus för världen givit sitt liv
- 26 Jesus är väldens ljus
- 27 Så älskade Gud världen

#### Anden, vår hjälpare
- 28 Som vinden smeker
- 29 Vinden blåser
- 30 Vinden ser vi inte

### Vi och vår kyrka

#### Gudstjänsten
- 31 Bängel, bingel, dingelidång
- 32 Gud är hör
- 33 Guds dag
- 34 Gå nu i frid
- 35 Hej, vad roligt
- 36 Lyckliga de som bor i ditt hus
- 37 Titta högt, högt upp

#### Bibeln
- 38 Ditt ord är en lykta för min fot
- 39 Herren är min herde
- 40 Hur tog sig Moses över Röda havet
- 41 Och Gud sa: Abraham
- 42 Tistlar, törne, ökensand
- 43 Öppna din bibel

#### Dopet
- 44 Gud Fader har skapat mig
- 45 Gud har en famn
- 46 Sov du lilla
- 47 Källan (Till en källa har jag blivit buren)

#### Nattvarden
- 48 brödet är ett, brutet för alla
- 49 Det finns ett bröd
- 50 Du är helig
- 51 Gud, hos dig är livets källa
- 52 Nu är jag här

#### Kyrkan
- 53 Klockorna ringer
- 54 Ti små kirkefolk

### Vårt kyrkoår

#### Advent
- 55 Advent är mörker och kyla
- 56 Adventstid
- 57 Bereden väg för Herran
- 58 Ett litet barn av Davids hus
- 59 Han kommer, han kommer
- 60 Hosianna, Davids son
- 61 Johannes, Johannes
- 62 Stillnad och frusen sjö
- 63 Vi tänder ett ljus, sen tänder vi två
- 64 Vi tänder ett ljus i advent
- 65 Vinden susar i advent

#### Jul
- 66 Ett barn är fött på denna dag
- 67 Gud bor i ett ljus
- 68 Herdarna på ängen
- 69 Herdar som på fälten vaktat
- 70 Keruben sa till sin änglakör
- 71 Nu tändas tusen juleljus
- 72 När jag målar julen
- 73 När juldagsmorgon glimmar
- 74 Stilla natt
- 75 Så milt lyser stjärnan
- 76 Tänk om jag hade fått vara med

#### Trettondedag jul
- 77 De kom ridande på kameler
- 78 Du barn, här har jag famnen full
- 79 Fly från hem och betesmarker
- 80 Sankt Staffan

#### Fastan
- 81 Det var i april om kvällen
- 82 Dig vi lovsjunger, ärar
- 83 Jag tänker på min Herre
- 84 Se min palm, så stor den är
- 85 Låt Jesus dö för folket
- 86 Vackra törnrosbuske

#### Påsk
- 87 De trodde att Jesus var borta
- 88 Det var i soluppgången
- 89 Dina händer är fulla av blommor
- 90 Har du hört ett sånt mirakel
- 91 Jubla och triumfera
- 92 man gjorde en krona av törne
- 93 Nu dansar solen
- 94 Tänk om du var den ängeln
- 95 Uppstått har Jesus, hurra, hurra
- 96 Var glad, för Kristus lever
- 97 Vilken morgon

#### Övriga helgdagar
- 98 Flyg, fagra änglar, flyg
- 99 Mikael strider mot draken
- 100 På tröskeln till Marias hem
- 101 Var inte rädd, du lilla Maria
- 102 Vi sjunger med Maria
- 103 Änglarna sjunger i himlen
- 104 Nu står höstens löv i brand

### Våra Årstider
- 105 Våren kommer till vår fröjd
- 106 Den blomstertid nu kommer
- 107 Den gråa masken
- 108 En vänlig grönskas rika dräkt
- 109 I denna ljuva sommartid
- 110 När hösten kommer

### Vårt liv och vår vardag

#### Morgon, middag, kväll
- 111 Din klara sol går åter opp
- 112 Jag är så trött men måste vakna
- 113 Nu är det morgon
- 114 Tack, min Gud, för att jag vaknar
- 115 Varligt får jag vakna
- 116 Gud, han är med mig
- 117 Bred dina vida vingar
- 118 Dag är slut
- 119 Gud, när dagen skymmer
- 120 I frid vill jag lägga mig ned
- 121 Jag blir trött men inte du
- 122 Nu blundar djur och blommor

#### Måltid
- 123 Nu ska vi få äta
- 124 Tack för maten, Gud
- 125 Välsigna, Herre, vad du ger

#### Bön och andakt
- 126 Be, så ska ni få
- 127 Ett ljus i mörkret
- 128 Gud som haver barnen kär
- 129 Herre, lär mig dina vägar
- 130 Här kommer jag trippande
- 131 Jag får vara nära dig
- 132 Kom, sitt ner
- 133 Käre Gud, du ser oss hr
- 134 Öppna våra ögon

#### Tillit och trygghet
- 135 Alla har brått
- 136 Bara i dig
- 137 Det gungar så fint
- 138 Du omsluter mig
- 139 Du är gränslös
- 140 Du är här i allting
- 141 Du är med oss Gud
- 142 Gode Fader, jag är här
- 143 Gud håller dig i sin famn
- 144 Herren är min herde, bär mig
- 145 Hos dig
- 146 Ingen är för liten för Gud
- 148 Jag är hos dej min Gud
- 149 Mitt i mörka natten
- 150 Om man jämför
- 151 Som ett sandkorn i en öken
- 152 Som hjorten längtar
- 153 Som när ett barn
- 154 Tryggare kan ingen vara
- 155 Var inte rädd, jag älskar dig
- 156 Varför
- 157 Öppna dina knutna händer

#### Kärlek och förlåtelse
- 158 Ett nytt bud ger jag er
- 159 Vid brunnen (Hon går med sin kruka till brunnen)
- 160 Men nu består tro, hopp och kärlek
- 161 Stackars, stackars lame man
- 162 Är Guds kärlek såsom havet

#### Vänskap och omtanke
- 163 Får jag gråta med dig
- 164 Gud, du har skapat jorden
- 165 Jag blir så glad när jag ser dig
- 166 Vi har en vän
- 167 Jag kan inte vad du kan

#### Tacksamhet och glädje
- 168 Alla Guds barn
- 169 Blås i basunen, Josua
- 170 Dagen är här
- 171 Hejsan, vänner
- 172 Härlig är jorden
- 173 Ibland lyser solen
- 174 Jag har ett hem
- 175 Jag har fått händer att klappa med
- 176 Vi ger dig, vår Herre, vår glädje
- 177 Min Gud, jag är lycklig och glad
- 178 Nej jag vill inte sitta still
- 179 Sjung och spela för Herren
- 180 Stampa takten
- 181 Vackrare än en snökristall
- 182 Vi får tacka
- 183 Vi är alla lika stora

#### Ensam, sjuk, ledsen
- 184 Bartimaios
- 185 En man gick från Jerusalem
- 186 Gud, jag är så ensam
- 187 Gud vet vad jag heter
- 188 Lilla lammet vilse går

#### Sorg och saknad
- 189 Mista en vän

#### Att följa Jesus
- 190 Allt vad ni vill
- 191 Dagar är ljusa
- 192 Jag har en massa bröder
- 193 Hej Gud
- 194 Helhjärtat
- 195 Håll fast vid det goda
- 196 Man retas och knuffas
- 197 Sackeus
- 198 Sackeus var en publikan
- 199 Vi är en massa barn

### Vi och vår värld
- 200 Barn i alla länder
- 201 Du käre, gode Gud
- 202 Folken på jorden
- 203 På vägarna ute i världen
- 204 Jorden är full av folk
- 205 Se, jag vill bära ditt budskap
- 206 Så länge solen värmer jorden
- 207 Vi vill ha fred
- 208 Shalom

### Vårt eviga liv
- 209 De skall gå till den heliga staden
- 210 Finns det leksaker i himmelriket
- 211 I himmelen, i himmelen
- 212 Med små lamm i lugn och ro
- 213 Vid himmelens grind